# Soosiulus lunatus
Soosiulus lunatus är en insektsart som beskrevs av Young 1977. Soosiulus lunatus ingår i släktet Soosiulus och familjen dvärgstritar. Inga underarter finns listade i Catalogue of Life.